# Japans schrift

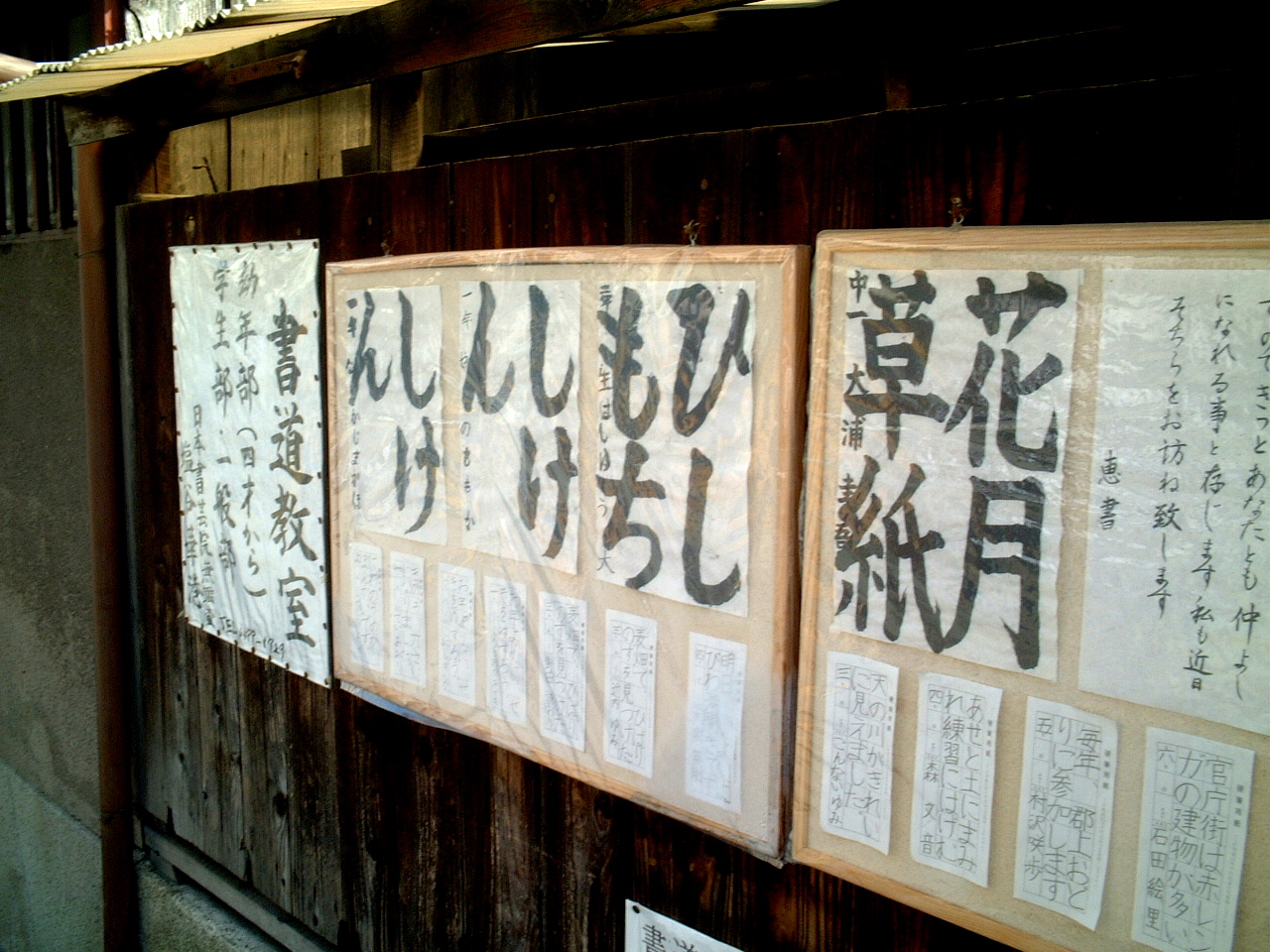
Oefeningen in kalligrafie, geschreven in Kanji en Kana

Het Japanse schrift is een verzameling schrijfmethoden waarmee een Japanse tekst geschreven kan worden.

## Schrijfmethoden

Oorsprong van hiragana

Het volledige schrift bestaat uit de volgende schrijfmethoden:
- Kanji, karakters of ideogrammen om begrippen aan te geven. In Japan worden ongeveer 13.000 van deze oorspronkelijk Chinese karakters gebruikt, ca. 3.000 daarvan zijn voor dagelijks gebruik.
- Hiragana (letterlijk: 'gewone, alledaagse, kana'), een sierlijk lettergrepenschrift. Dit schrift bestaat uit 48 karakters en 30 alternatieve tekens (een karakter met een extra leesteken, " of °). Het wordt vaak naast het Kanji gebruikt, omdat het eenvoudiger te leren is. Bovendien worden grammaticale woorden en partikels, woorden die geen kanji hebben, en uitgangen (okurigana) van werkwoorden en i-adjectiva in hiragana geschreven.
- Katakana (letterlijk: 'gefragmenteerde kana'), een hoekig lettergrepenschrift. Net als het hiragana bestaat het uit 48 karakters en 30 alternatieve tekens (waarbij dezelfde leestekens worden toegevoegd). Katakana wordt vooral gebruikt voor leenwoorden, buitenlandse namen en namen van dieren en planten.

Daarnaast kent men in Japan Arabisch-Indische cijfers en het Romaji, Japanse woorden omgezet in het westerse (Latijnse) schrift. Romaji is niet echt een onderdeel uit het schrift, het is een transcriptiemethode.

## Schrijfrichting
De schrijfrichting van het Japans is van oudsher van boven naar beneden en van rechts naar links. Japanse boeken worden voor het gevoel van een westerling van achter naar voren gelezen.
Op computers wordt Japanse tekst horizontaal van links naar rechts geschreven. Hierdoor zijn teksten op Japanse websites vooral horizontaal, maar ook teksten in drukwerk als kranten, tijdschriften en posters, waarbij horizontale en verticale tekst vaak door elkaar wordt gebruikt.

## Combinatie van schriftsoorten

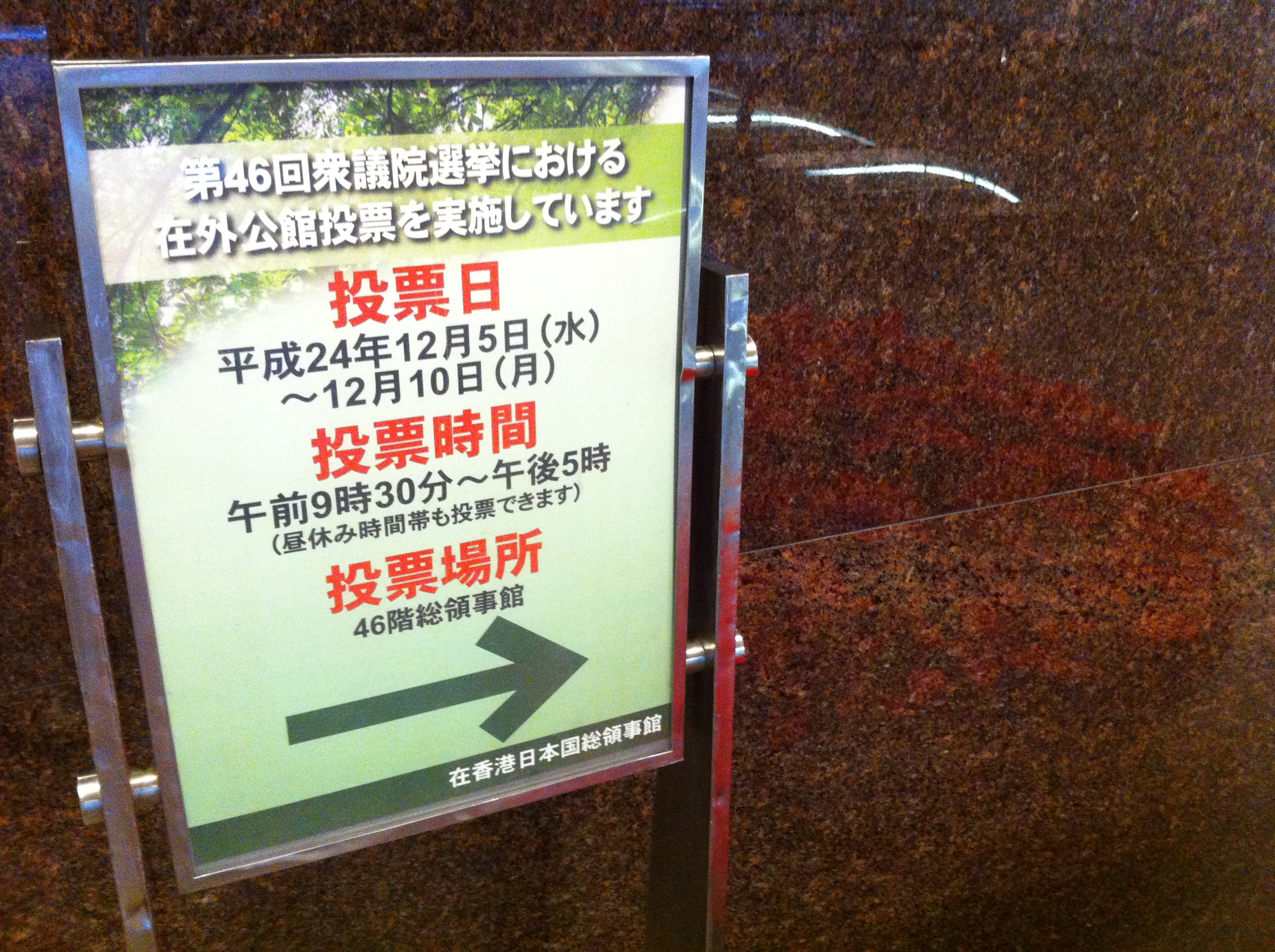
Japans bord dat de richting naar een stembureau aangeeft. Op het bord worden kanji, kana en Arabische cijfers door elkaar gebruikt.

De schriftsoorten worden door elkaar gebruikt. Ter illustratie een voorbeeld van een Japanse zin waarin kanji, hiragana en katakana gebruikt worden:
私はコーヒーを飲みます。(watashi wa koohii wo nomimasu.) = "Ik drink koffie"
- De tekens 私 (watashi = ik) en 飲 (no = drinken) zijn kanji.
- コーヒー (koohii = koffie) is een leenwoord (uit het Nederlands) en wordt daarom in katakana geschreven.
- De tekens は (wa) dat het onderwerp van de zin aangeeft, を (wo) dat verwijst naar het lijdend voorwerp, en みます (mimasu) dat de uitgang van het werkwoord drinken is,  zijn hiragana.

Opvallend hierbij is de combinatie van kanji en hiragana in één enkel woord: 飲みます (nomimasu = drinken). Voor zover mogelijk wordt de onveranderlijke stam van het werkwoord met kanji geschreven (飲) en de veranderlijke uitgang met hiragana (みます). Hiragana die gebruikt worden om de uitgangen van een werkwoord of bijvoeglijk naamwoord te schrijven, worden okurigana (送り仮名) genoemd.

## Furigana
Een volwassen Japanner wordt geacht circa 2000 kanji te beheersen. De Japanse overheid heeft een lijst van 2136 karakters voor dagelijks gebruik opgesteld. Er zijn echter nog duizenden andere kanji die in specialistische literatuur gebruikt kunnen worden en waarvan de schrijver niet kan veronderstellen dat zijn lezers weten hoe ze uitgesproken dienen te worden. Ook bij namen kunnen de kanji nog weleens een afwijkende uitspraak hebben. Om de lezer hierbij te helpen wordt de uitspraak met kana (meestal hiragana) naast of boven de kanji geschreven. Kana die op deze manier gebruikt worden, worden furigana (振り仮名) genoemd.
| 漢 | か ん |
| 字 | じ    |

| かん | じ |
| 漢   | 字 |